# 磐梯町駅

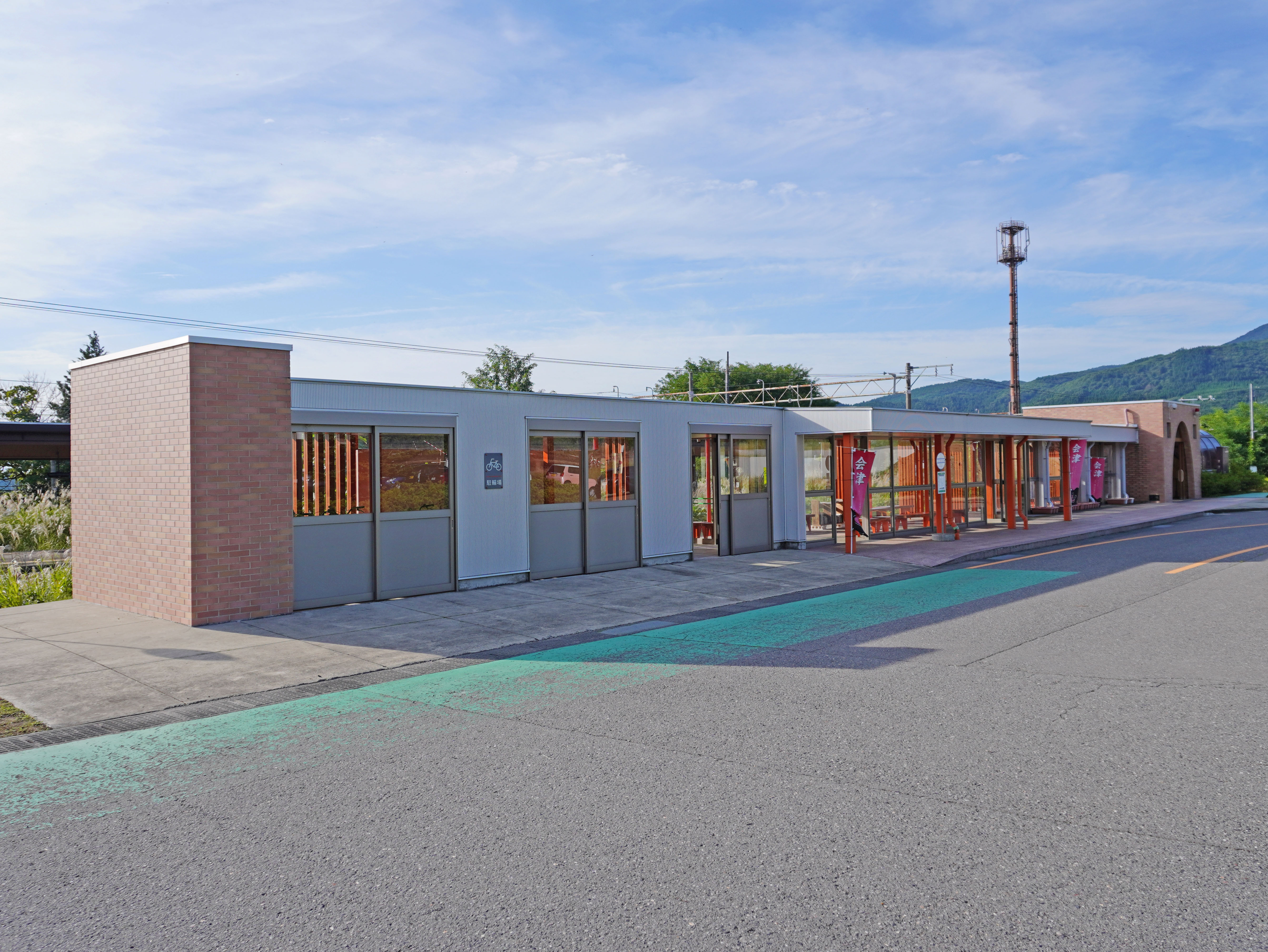
東口（2022年9月）

磐梯町駅（ばんだいまちえき）は、福島県耶麻郡磐梯町大字磐梯字東松山にある、東日本旅客鉄道（JR東日本）磐越西線の駅である。

## 歴史
- 1899年（明治32年）7月15日：岩越鉄道の大寺駅（おおでらえき）として開業[3][4]。
- 1906年（明治39年）11月1日：岩越鉄道が国有化[4]。
- 1965年（昭和40年）6月1日：磐梯町駅に改称[1]。
- 1982年（昭和57年）11月15日：急行「いなわしろ」快速格下げ列車と急行「ばんだい」郡山発着列車のみ停車駅となる。
- 1984年（昭和59年）
  - 1月15日：（専用線発着の車扱貨物を除く）貨物の取り扱いを廃止[5]。
  - 2月1日：荷物の扱いを廃止[5]。
- 1985年（昭和60年）3月1日：専用線発着の車扱貨物の取り扱いを廃止[5]。
- 1987年（昭和62年）4月1日：国鉄分割民営化により、JR東日本の駅となる[5][6]。
- 1993年（平成5年）12月1日：快速「あがの」が新型車両投入に伴い、快速「ばんだい」に変更。快速・普通列車は全列車停車となる。
- 2003年（平成15年）10月1日：特急「あいづ」が快速「あいづライナー」に格下げに伴い定期列車は全列車停車駅となる。
- 2010年（平成22年）
  - 3月20日：駅舎をリニューアル[7]。
  - 4月12日：東西自由通路が開通する[3][8]。
- 2024年（令和6年）10月1日：えきねっとQチケのサービスを開始[2][9]。

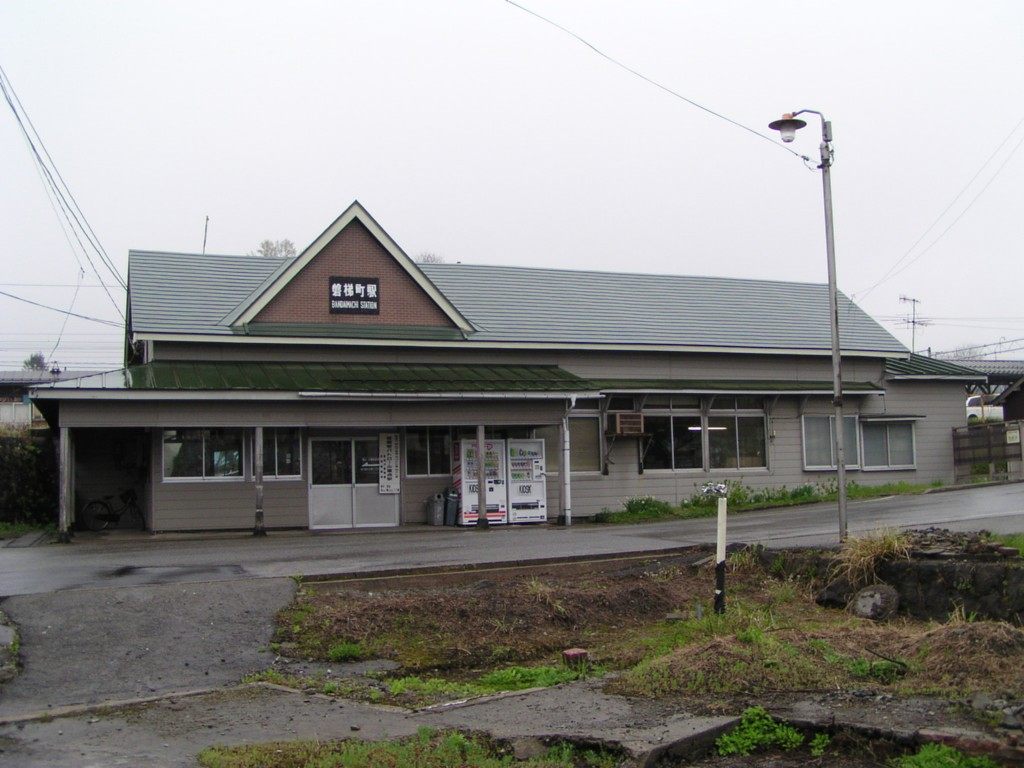
改装前の駅舎（2005年5月）

## 駅構造
島式ホーム1面2線を有する地上駅。構内は広く、側線が多数敷設されている。ホームは駅舎や道路より高いところにあり、駅舎との間を地下道が結んでいる。駅舎は木造駅舎で、2010年（平成22年）に改装された。また、改装にあわせて従来の地下道を延長して東側とつなげ東西自由通路を設置した。ホーム上の上屋なども木造で、電気設備にがいし引き配線が残るなど古くからの雰囲気をよく残している。
あいづ統括センター（会津若松駅）管理の簡易委託駅で、窓口が設置されている。窓口の営業時間は日中時間帯のみとなっており、営業時間以外の近距離乗車券の購入は現在ではできず、東西自由通路の中央に設置されている乗車駅証明書発券機を使って乗車するようになる。

### のりば
| 番線 | 路線      | 方向 | 行先                 |
| ---- | --------- | ---- | -------------------- |
| 1    | ■磐越西線 | 下り | 会津若松・喜多方方面 |
| 2    | ■磐越西線 | 上り | 郡山方面             |

かつては猪苗代第二発電所および猪苗代第三発電所建設時に、東京電燈（現・東京電力）の専用軌道である大寺専用鉄道が当駅に接続していた。また、当駅の西側に荷卸場が設置されていた。明治、大正時代は東に延びる形で、列車の暴走を防ぐための避難線（キャッチサイディング）が付けられていた。

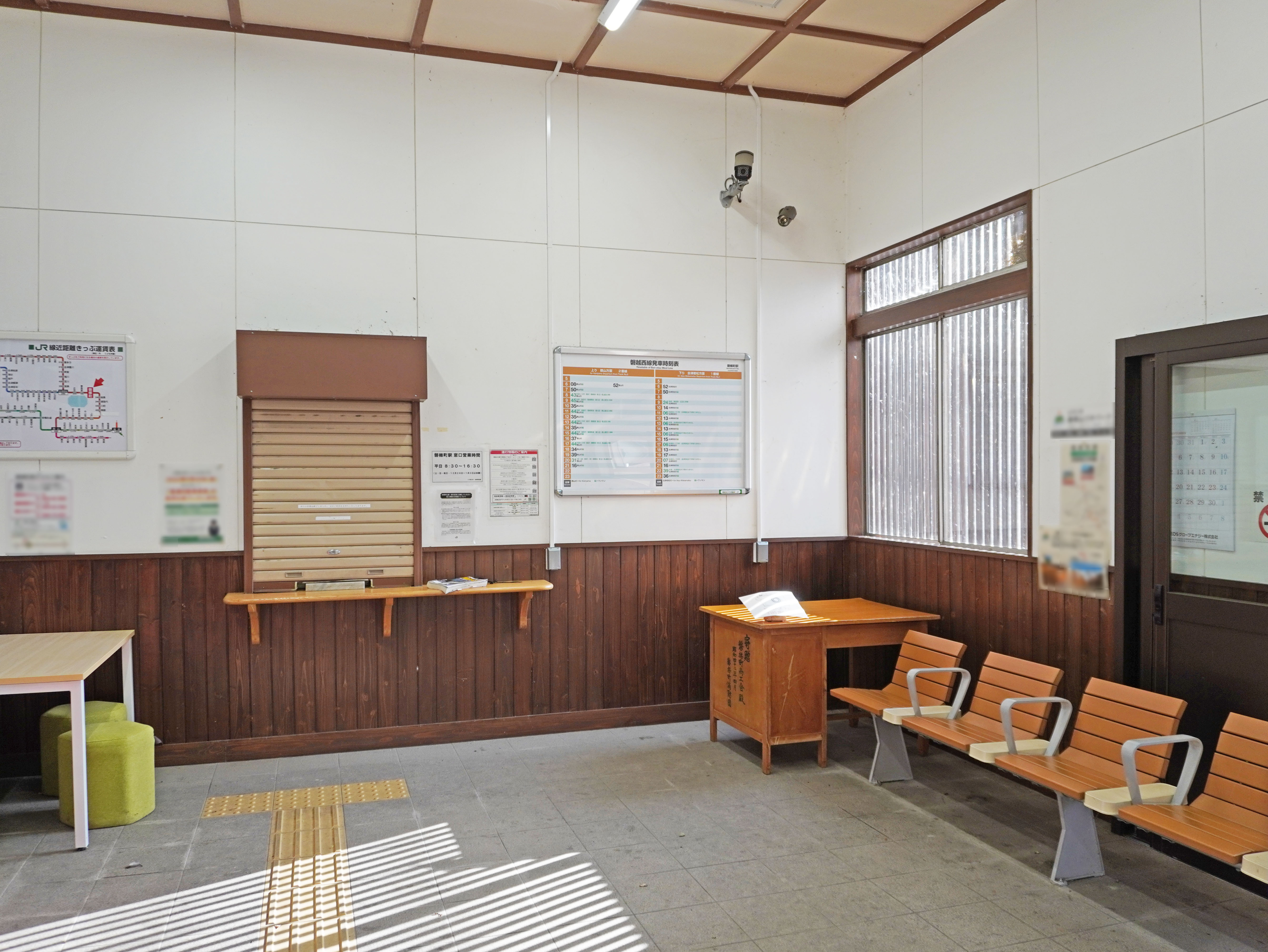
西口待合室（2022年9月）
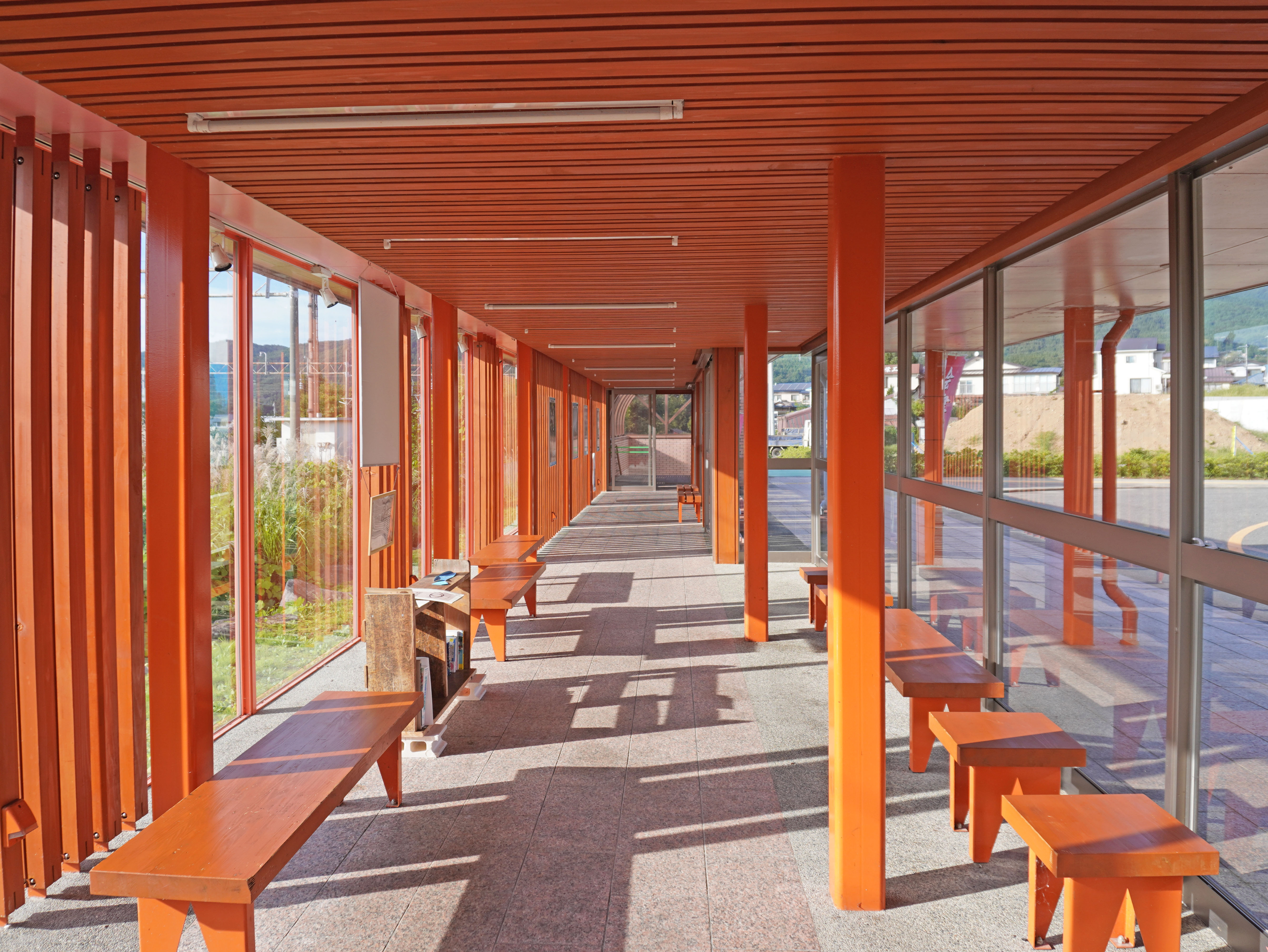
東口待合室（2022年9月）
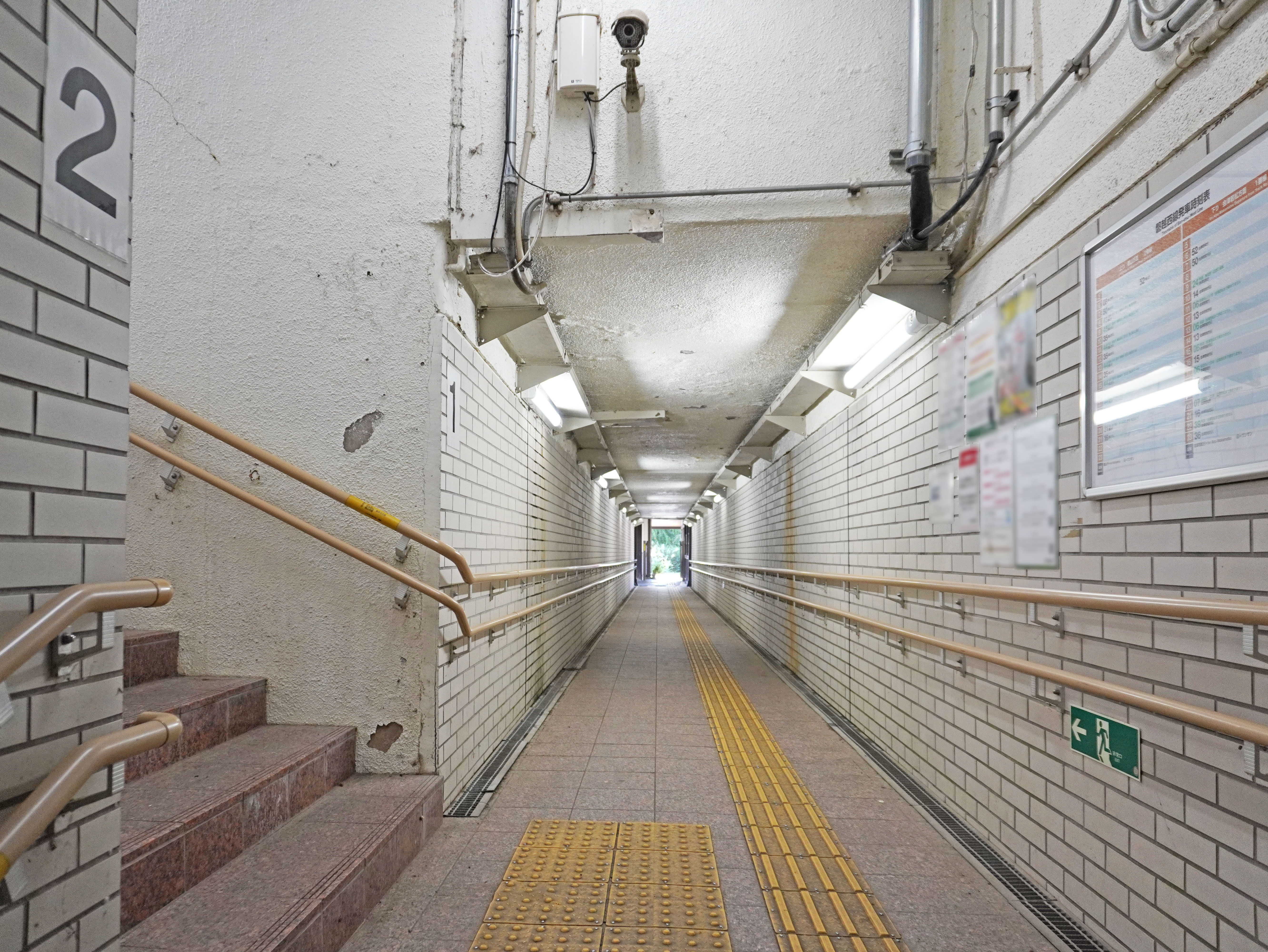
地下道（2022年9月）
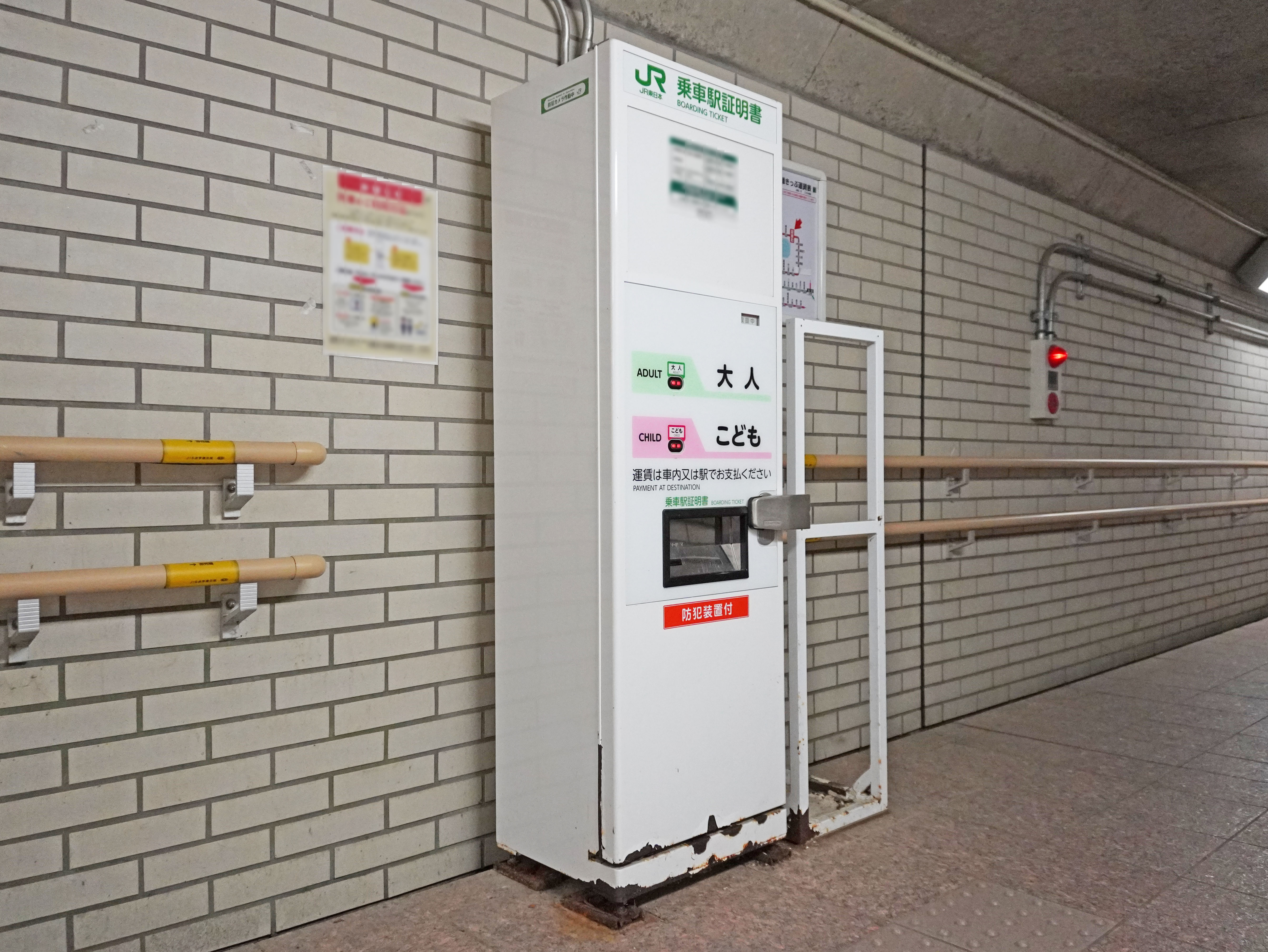
乗車駅証明書発行機（2022年9月）
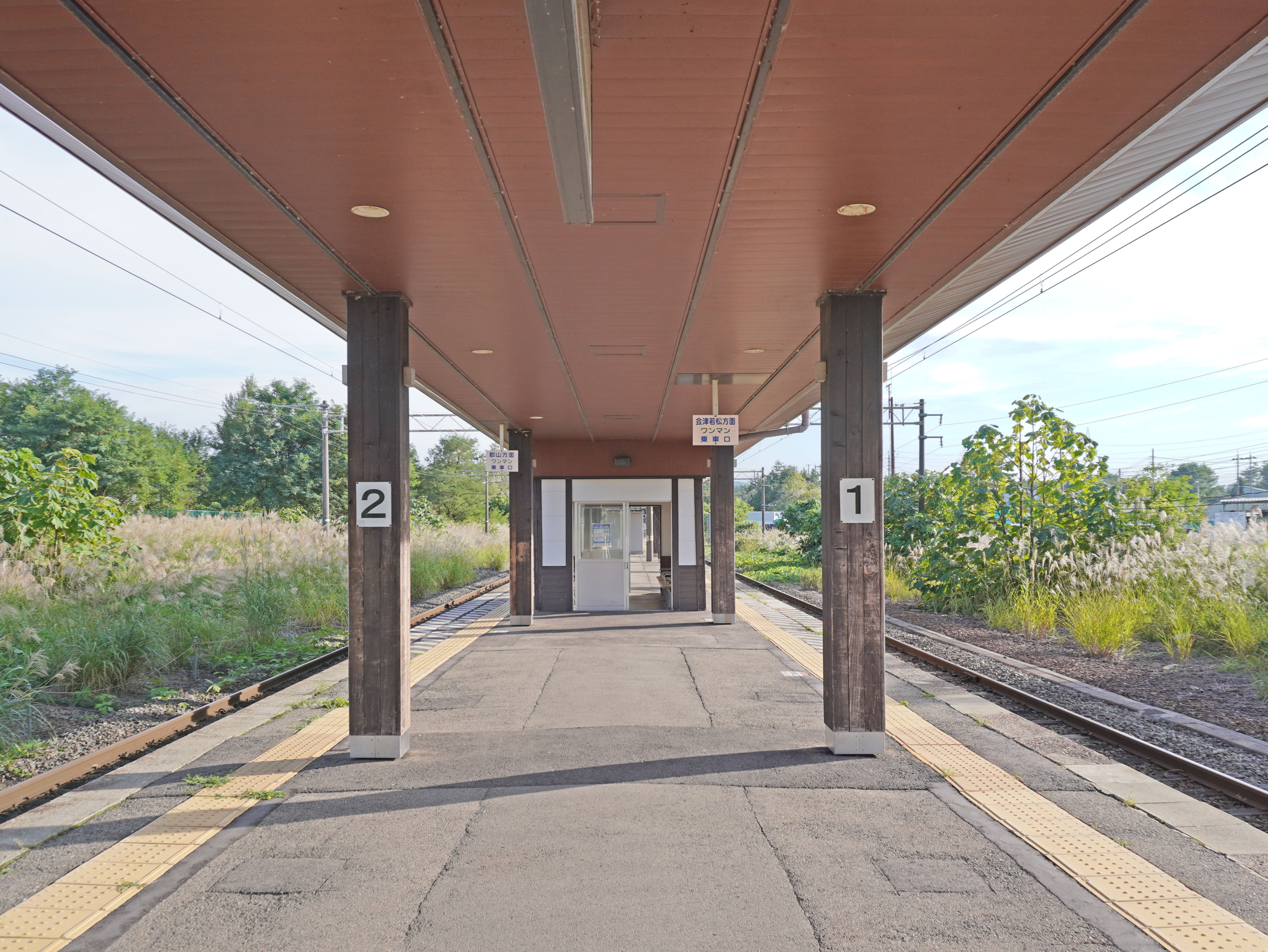
ホーム（2022年9月）

## 利用状況
JR東日本によると、2023年度（令和5年度）の1日平均乗車人員は105人である。
2000年度（平成12年度）以降の推移は以下のとおりである。
| 1日平均乗車人員推移 | 1日平均乗車人員推移 | 1日平均乗車人員推移 | 1日平均乗車人員推移 | 1日平均乗車人員推移 |
| 年度                | 定期外              | 定期                | 合計                | 出典                |
| ------------------- | ------------------- | ------------------- | ------------------- | ------------------- |
| 2000年（平成12年）  |                     |                     | 234                 | [ 利用客数 2 ]      |
| 2001年（平成13年）  |                     |                     | 202                 | [ 利用客数 3 ]      |
| 2002年（平成14年）  |                     |                     | 199                 | [ 利用客数 4 ]      |
| 2003年（平成15年）  |                     |                     | 188                 | [ 利用客数 5 ]      |
| 2004年（平成16年）  |                     |                     | 196                 | [ 利用客数 6 ]      |
| 2005年（平成17年）  |                     |                     | 185                 | [ 利用客数 7 ]      |
| 2006年（平成18年）  |                     |                     | 172                 | [ 利用客数 8 ]      |
| 2007年（平成19年）  |                     |                     | 170                 | [ 利用客数 9 ]      |
| 2008年（平成20年）  |                     |                     | 163                 | [ 利用客数 10 ]     |
| 2009年（平成21年）  |                     |                     | 149                 | [ 利用客数 11 ]     |
| 2010年（平成22年）  |                     |                     | 151                 | [ 利用客数 12 ]     |
| 2011年（平成23年）  |                     |                     | 151                 | [ 利用客数 13 ]     |
| 2012年（平成24年）  | 45                  | 112                 | 158                 | [ 利用客数 14 ]     |
| 2013年（平成25年）  | 46                  | 117                 | 164                 | [ 利用客数 15 ]     |
| 2014年（平成26年）  | 45                  | 105                 | 150                 | [ 利用客数 16 ]     |
| 2015年（平成27年）  | 48                  | 97                  | 146                 | [ 利用客数 17 ]     |
| 2016年（平成28年）  | 52                  | 100                 | 152                 | [ 利用客数 18 ]     |
| 2017年（平成29年）  | 52                  | 104                 | 156                 | [ 利用客数 19 ]     |
| 2018年（平成30年）  | 55                  | 103                 | 158                 | [ 利用客数 20 ]     |
| 2019年（令和元年）  | 43                  | 103                 | 147                 | [ 利用客数 21 ]     |
| 2020年（令和02年）  | 17                  | 88                  | 105                 | [ 利用客数 22 ]     |
| 2021年（令和03年）  | 21                  | 72                  | 93                  | [ 利用客数 23 ]     |
| 2022年（令和04年）  | 27                  | 71                  | 98                  | [ 利用客数 24 ]     |
| 2023年（令和05年）  | 29                  | 76                  | 105                 | [ 利用客数 1 ]      |

## 駅周辺
駅周辺は磐梯町中心部である。
- 慧日寺（えにちじ）跡
- 磐梯町役場
- 磐梯郵便局
- 磐梯ふるさと森公園
- リオン・ドール磐梯店
- 磐梯町立磐梯第一小学校
- 磐梯町立磐梯中学校
- 磐梯町保育所
- 猪苗代消防署磐梯出張所
- 日曹金属化学会津工場 - 駅から専用線が延びていた。
- シグマ（株）
- 曹鉄メタル
- 福島県道7号猪苗代塩川線
- 福島県道207号磐梯町停車場線
- 会津バス「磐梯町駅」停留所

## 隣の駅
東日本旅客鉄道（JR東日本）
■磐越西線
□快速（「あいづ」含む）
猪苗代駅 - 磐梯町駅 - 会津若松駅
□快速（一部列車）・■普通
翁島駅 - （更科信号場） - 磐梯町駅 - 東長原駅

### 記事本文
1. 1 2  歴史でめぐる鉄道全路線 国鉄・JR 6号、16頁
2. 1 2 3 4  “駅の情報（磐梯町駅）：JR東日本”.   東日本旅客鉄道. 2024年8月25日時点のオリジナルよりアーカイブ。2024年11月15日閲覧。
3. 1 2 3 4 5 6  『週刊JR全駅・全車両基地』第50号、朝日新聞出版、2013年8月4日、24頁、2014年10月22日閲覧。
4. 1 2 3  歴史でめぐる鉄道全路線 国鉄・JR 6号、14頁
5. 1 2 3 4  石野哲（編）『停車場変遷大事典 国鉄・JR編 Ⅱ』（初版）JTB、1998年10月1日、516頁。ISBN 978-4-533-02980-6。
6. ↑  歴史でめぐる鉄道全路線 国鉄・JR 6号、17頁
7. 1 2  『磐越西線「磐梯町駅」駅舎リニューアル記念セレモニー開催について』（PDF）（プレスリリース）東日本旅客鉄道仙台支社、2010年3月19日。オリジナルの2010年11月24日時点におけるアーカイブ。2020年12月11日閲覧。
8. 1 2  “磐梯町駅自由通路開通式が行われました”.   磐梯町 (2010年5月6日). 2011年8月19日時点のオリジナルよりアーカイブ。2014年10月22日閲覧。
9. ↑  『Suicaエリア外もチケットレスで! 東北エリアから「えきねっとQチケ」がはじまります』（PDF）（プレスリリース）東日本旅客鉄道、2024年7月11日。オリジナルの2024年7月11日時点におけるアーカイブ。2024年7月31日閲覧。
10. 1 2  “JR東日本：駅構内図・バリアフリー情報（磐梯町駅）”.   東日本旅客鉄道. 2024年11月15日閲覧。
11. ↑  『土木建築工事画報』第2巻5号（大正15年発行） (PDF)  - 土木図書館・デジタルアーカイブス。
12. ↑  地図で楽しむ日本の鉄道（今尾恵介・著、洋泉社、2018年9月7日初版）p.175

### 利用状況
1. 1 2  “各駅の乗車人員（2023年度）”.   東日本旅客鉄道. 2024年7月22日閲覧。
2. ↑  “各駅の乗車人員（2000年度）”.   東日本旅客鉄道. 2019年2月24日閲覧。
3. ↑  “各駅の乗車人員（2001年度）”.   東日本旅客鉄道. 2019年2月24日閲覧。
4. ↑  “各駅の乗車人員（2002年度）”.   東日本旅客鉄道. 2019年2月24日閲覧。
5. ↑  “各駅の乗車人員（2003年度）”.   東日本旅客鉄道. 2019年2月24日閲覧。
6. ↑  “各駅の乗車人員（2004年度）”.   東日本旅客鉄道. 2019年2月24日閲覧。
7. ↑  “各駅の乗車人員（2005年度）”.   東日本旅客鉄道. 2019年2月24日閲覧。
8. ↑  “各駅の乗車人員（2006年度）”.   東日本旅客鉄道. 2019年2月24日閲覧。
9. ↑  “各駅の乗車人員（2007年度）”.   東日本旅客鉄道. 2019年2月24日閲覧。
10. ↑  “各駅の乗車人員（2008年度）”.   東日本旅客鉄道. 2019年2月24日閲覧。
11. ↑  “各駅の乗車人員（2009年度）”.   東日本旅客鉄道. 2019年2月24日閲覧。
12. ↑  “各駅の乗車人員（2010年度）”.   東日本旅客鉄道. 2019年2月24日閲覧。
13. ↑  “各駅の乗車人員（2011年度）”.   東日本旅客鉄道. 2019年2月24日閲覧。
14. ↑  “各駅の乗車人員（2012年度）”.   東日本旅客鉄道. 2019年2月24日閲覧。
15. ↑  “各駅の乗車人員（2013年度）”.   東日本旅客鉄道. 2019年2月24日閲覧。
16. ↑  “各駅の乗車人員（2014年度）”.   東日本旅客鉄道. 2019年2月24日閲覧。
17. ↑  “各駅の乗車人員（2015年度）”.   東日本旅客鉄道. 2019年2月24日閲覧。
18. ↑  “各駅の乗車人員（2016年度）”.   東日本旅客鉄道. 2019年2月24日閲覧。
19. ↑  “各駅の乗車人員（2017年度）”.   東日本旅客鉄道. 2018年7月9日閲覧。
20. ↑  “各駅の乗車人員（2018年度）”.   東日本旅客鉄道. 2019年7月21日閲覧。
21. ↑  “各駅の乗車人員（2019年度）”.   東日本旅客鉄道. 2020年7月13日閲覧。
22. ↑  “各駅の乗車人員（2020年度）”.   東日本旅客鉄道. 2021年7月25日閲覧。
23. ↑  “各駅の乗車人員（2021年度）”.   東日本旅客鉄道. 2022年8月10日閲覧。
24. ↑  “各駅の乗車人員（2022年度）”.   東日本旅客鉄道. 2023年7月12日閲覧。